# ميخائيل بيلوف
ميخائيل بيلوف (بالروسية: Белов, Михаил Владимирович)‏ (10 ديسمبر 1966 في روسيا - ) هو مدرب كرة قدم ولاعب كرة قدم روسي (وحمل سابقاً جنسية الاتحاد السوفيتي) في مركز الدفاع. لعب مع توربيدو موسكو ونادي روتور فولغوغراد ونادي موردوفيا سارانسك وFC KAMAZ Naberezhnye Chelny ‏ وإنرجيا فولجسكي ‏ وتكستيلشيك كاميشين ‏ وFC Znamya Truda Orekhovo-Zuyevo ‏ وزفيزدا غوروديشتشه ‏ وFC Nosta Novotroitsk ‏ وساتورن-2 لمنطقة موسكو ‏.

## وصلات خارجية
- ميخائيل بيلوف على موقع قاعدة بيانات كرة القدم.إي يو (الإنجليزية)